# Plectrocnemia divisa
Plectrocnemia divisa là một loài Trichoptera trong họ Polycentropodidae. Chúng phân bố ở miền Cổ bắc.